# 羅亞克角

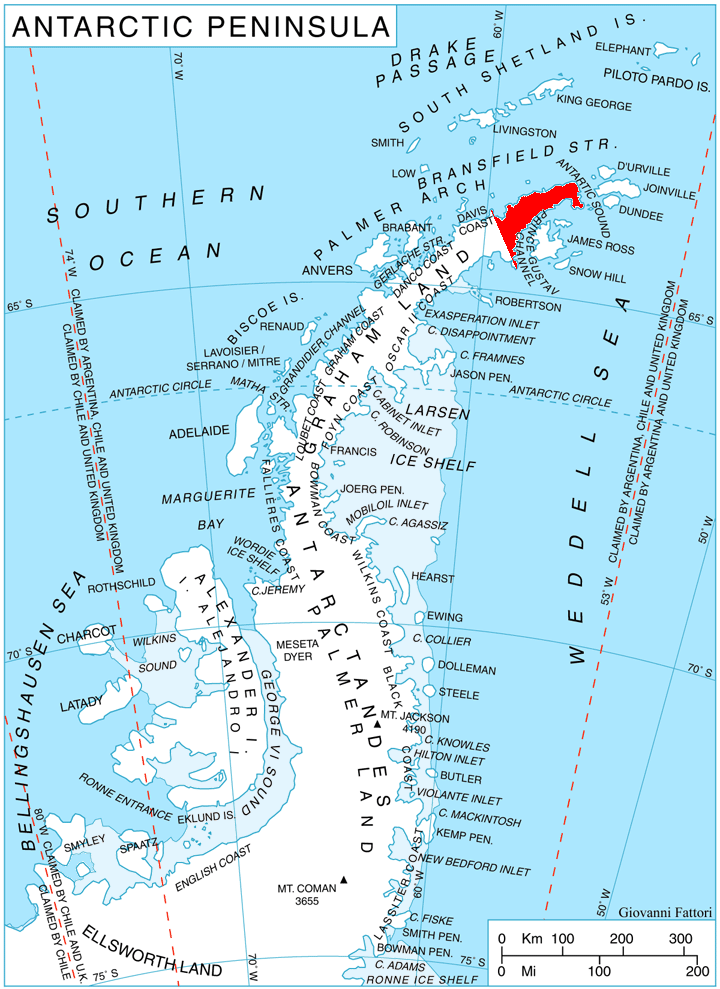

羅亞克角（英語：Royak Point）是南極洲的海岬，位於葛拉漢地，處於韋特羅瓦拉峰東南面2.6公里的特里尼蒂半島南部，以保加利亞東南部鄉鎮命名，現時由南極條約體系管理。